# Ballon (County Carlow)
Ballon (irisch Balana) ist ein kleines Dorf im irischen County Carlow. Die Einwohnerzahl wurde beim Census 2022 mit 801 Personen ermittelt.

## Lage
Ballon liegt etwa 13 Kilometer südöstlich von Carlow. Die N80 führt durch den Ort von Enniscorthy kommend nach Carlow. Etwa 1,2 Kilometer ostsüdöstlich vom Ort geht von der N80 die N81 nach Tullow und weiter nach Dublin ab. Nahe der Ortschaft erhebt sich der Ballon Hill mit 137 m.

## Geschichte
Bedeutend ist der Ballon Hill als bronzezeitliches Monument (Nationalmonument: CW013-124). Hier fanden Bestattungen statt. 2014 wurden weitere Ausgrabungen vorgenommen.

## Sehenswürdigkeiten
- St. Peter’s and St. Paul’s Church mit gegenüberliegender Grotte
- Ballykealy House, zwischen 1825 und 1835 errichtetes Herrenhaus, heute als Hotel genutzt

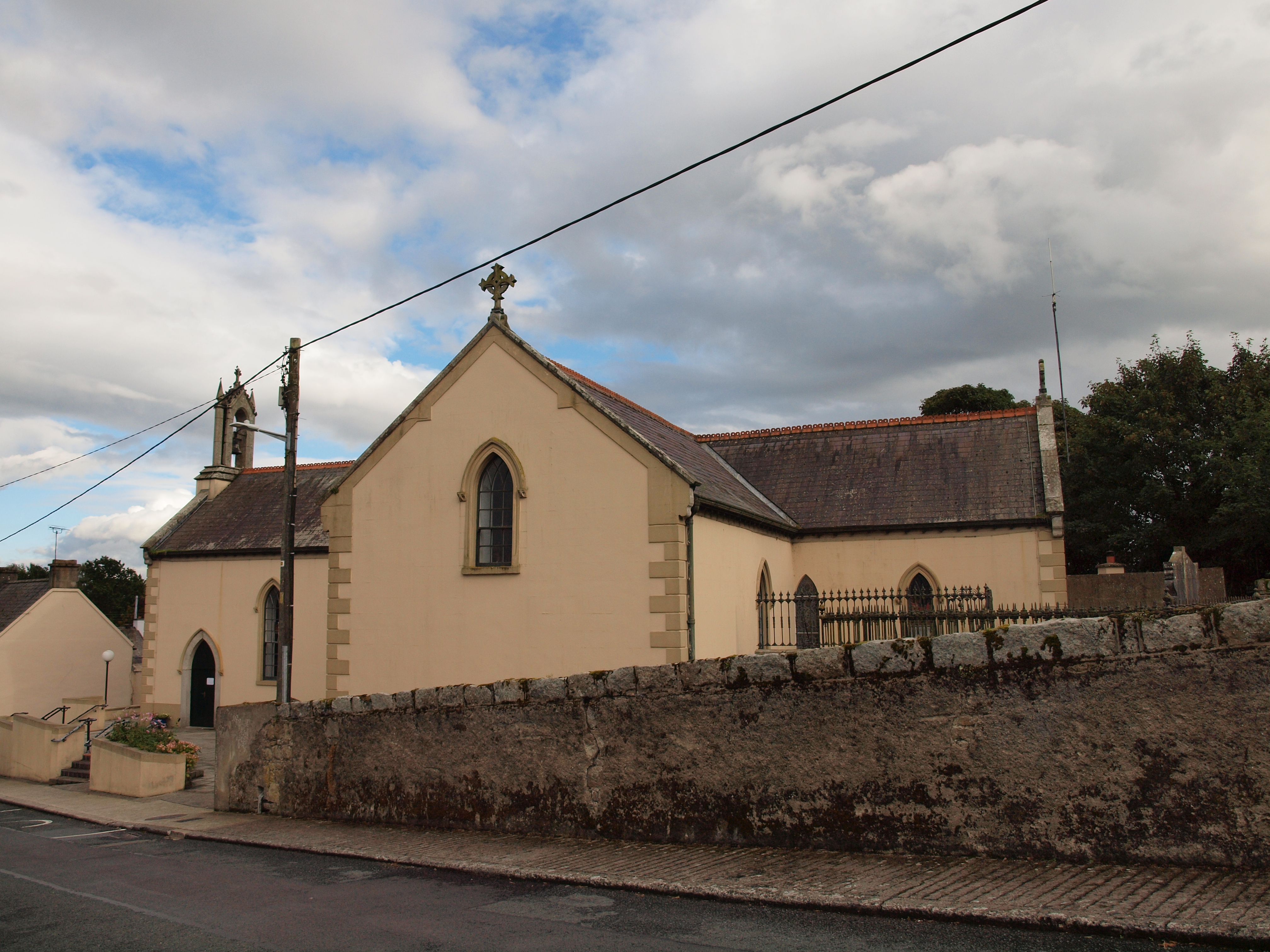
Katholische St. Peter’s and St. Paul’s Church

## Persönlichkeiten
- Thomas Patrick O’Neill (1921–1996), Historiker und Biograph